# ATS D6
L'ATS D6 fu una vettura di Formula 1 che corse nella stagione 1983. Spinta da un motore turbo BMW, fu concepita da Gustav Brunner.
Realizzata in fibra di carbonio, le sue prestazioni furono limitate dalla scarsa affidabilità del propulsore e del cambio. Il miglior risultato fu l'ottavo posto di Manfred Winkelhock nel Gran Premio d'Europa. Il miglior risultato in prova fu il settimo posto in qualifica conquistato in tre occasioni.
Nel Gran Premio di casa non ottenne la qualificazione.
Fu la prima vettura costruita con la tecnica del "telaio nudo": infatti a differenza delle altre vetture il telaio fungeva anche da carrozzeria, con un notevole risparmio in termini di peso e un guadagno in termini di rigidità torsionale.